# Antoni Zimniak
Antoni Jacek Zimniak (ur. 6 stycznia 1878 w Niekłaniu Małym, zm. 26 stycznia 1943) – polski duchowny rzymskokatolicki, biskup pomocniczy częstochowski w latach 1936–1943.

## Życiorys
Antoni Zimniak był synem Jacka i Józefy z Widulińskich. Jego rodzice posiadali niewielkie gospodarstwo rolne, a ojciec pracował ponadto jako górnik. Edukację rozpoczął w Progimnazjum w Pińczowie. Święcenia kapłańskie otrzymał 24 września 1905 po ukończeniu Seminarium Duchownego w Kielcach.
W 1909 objął stanowisko kapelana szpitalnego w Dąbrowie Górniczej. Następnie był wikariuszem w parafii Włodowice, kapelanem przy kopalni Saturn w Czeladzi, gdzie spędził okres I wojny światowej. Po wojnie pełnił funkcję proboszcza w parafii Stradów, a potem Sędziszów i Będzin (1924–1929). W 1925 został mianowany sędzią prosynodalnym i konsultorem diecezjalnym w nowo powstałej diecezji częstochowskiej.
14 sierpnia 1936 został mianowany pierwszym biskupem pomocniczym diecezji częstochowskiej i biskupem tytularnym Dionysiany. Sakrę biskupią otrzymał 18 października 1936 w katedrze częstochowskiej z rąk biskupa Teodora Kubiny.
Został pochowany na cmentarzu św. Rocha w Częstochowie w grobowcu razem z matką.